# Веррье, Жорж
Жорж Веррье́ (Верье́ст; фр. Georges Verriest; 15 июля 1909 — 11 июля 1985) — французский футболист, полузащитник сборной Франции, участник чемпионата мира 1934.

## Карьера

### Клубная
Всю игровую карьеру выступал за один клуб — «Рубе». В составе этого клуба Веррье дважды (в сезонах 1931/32 и 1932/33) играл в финалах кубка Франции. По итогам сезона 1935/1936 «Рубе» вышел в Дивизион 1. Следующие 3 сезона Жорж Веррье выступал в сильнейшей лиге Франции, после чего завершил карьеру футболиста.

### В сборной
Жорж Веррье дебютировал в сборной Франции 23 апреля 1933 года в товарищеском матче с Испанией. В составе сборной Веррье принимал участие в чемпионате мира 1934, где провёл 1 матч (против Австрии). На 115-й минуте этой игры полузащитник забил с пенальти единственный в своей карьере гол за национальную сборную. В последний раз Веррье выступал за национальную команду 9 февраля 1936 года в товарищеском матче со сборной Чехословакии.

## Статистика
| Матчи Веррье за сборную Франции | Матчи Веррье за сборную Франции | Матчи Веррье за сборную Франции | Матчи Веррье за сборную Франции | Матчи Веррье за сборную Франции | Матчи Веррье за сборную Франции | Матчи Веррье за сборную Франции |
| ------------------------------- | ------------------------------- | ------------------------------- | ------------------------------- | ------------------------------- | ------------------------------- | ------------------------------- |
| №                               | Дата                            | Оппонент                        | Счёт                            | Голы Веррье                     | Соревнование                    |                                 |
| 1                               | 23 апреля 1933                  | Испания                         | 1-0                             | -                               | Товарищеский матч               |                                 |
| 2                               | 25 мая 1933                     | Уэльс                           | 1-1                             | -                               | Товарищеский матч               |                                 |
| 3                               | 10 июня 1933                    | Чехословакия                    | 4-0                             | -                               | Товарищеский матч               |                                 |
| 4                               | 10 мая 1934                     | Нидерланды                      | 5-4                             | -                               | Товарищеский матч               |                                 |
| 5                               | 27 мая 1934                     | Австрия                         | 2-3                             | 1                               | ЧМ—1934                         |                                 |
| 6                               | 16 декабря 1934                 | Югославия                       | 3-2                             | -                               | Товарищеский матч               |                                 |
| 7                               | 24 января 1935                  | Испания                         | 0-2                             | -                               | Товарищеский матч               |                                 |
| 8                               | 17 февраля 1935                 | Италия                          | 1-2                             | -                               | Товарищеский матч               |                                 |
| 9                               | 17 марта 1935                   | Германия                        | 1-3                             | -                               | Товарищеский матч               |                                 |
| 10                              | 14 апреля 1935                  | Бельгия                         | 1-1                             | -                               | Товарищеский матч               |                                 |
| 11                              | 19 мая 1935                     | Венгрия                         | 2-0                             | -                               | Товарищеский матч               |                                 |
| 12                              | 10 ноября 1935                  | Швеция                          | 2-0                             | -                               | Товарищеский матч               |                                 |
| 13                              | 12 января 1936                  | Нидерланды                      | 1-6                             | -                               | Товарищеский матч               |                                 |
| 14                              | 9 февраля 1936                  | Чехословакия                    | 0-3                             | -                               | Товарищеский матч               |                                 |

Итого: 14 матчей / 1 гол; 6 побед, 2 ничьих, 6 поражений.

## Достижения
- Финалист Кубка Франции (2): 1931/32, 1932/33